# Tomas Masiulis
Tomas Masiulis (1975.) je bivši litavski košarkaš i državni reprezentativac. Igrao je na mjestu krila. Visine je 205 cm. Igrao je u Euroligi sezone 1998./99. za litavski BC Žalgiris iz Kaunasa.